# Kulturpreis der Stadt Basel
Der Kulturpreis des Kantons Basel-Stadt, auch Kulturpreis der Stadt Basel oder Basler Kulturpreis genannt, wird jedes Jahr an eine Person, eine Gruppe oder eine Institution vergeben, die sich in besonderer Weise für das kulturelle Leben in Basel engagiert und verdient gemacht hat. Den Preisträger bestimmt die baselstädtische Regierung auf Empfehlung einer Fachjury. Der Preis ist mit 20’000 Franken dotiert.
Erstmals wurde der Preis 1948 verliehen, damals noch unter dem Namen «Kunstpreis der Stadt Basel». Die Verleihung geschah zuerst in unregelmässigen Abständen, seit 1999 jährlich. Die Umbenennung erfolgte 1995, «um dem umfassenden Anspruch der Preisverleihung (Ehrung für die Verdienste um das kulturelle Leben Basels) Ausdruck zu verleihen».

## Preisträger
- 1948: Alfred Heinrich Pellegrini, Kunstmaler[3]
- 1951: Siegfried Lang, Dichter
- 1952: Albert Moeschinger, Komponist
- 1955: Alexander Zschokke, Bildhauer
- 1958: Niklaus Stoecklin, Kunstmaler
- 1961: Carl Jacob Burckhardt, Diplomat, Essayist und Historiker
- 1964: Conrad Beck, Komponist
- 1968: Walter Bodmer, Kunstmaler und Plastiker
- 1970: John Friedrich Vuilleumier, Schriftsteller
- 1972: Paul Sacher, Pionier der Moderne, Neuentdecker alter Musik und musikalischer Erzieher
- 1974: Meret Oppenheim, Künstlerin und Lyrikerin
- 1976: Rolf Hochhuth, Schriftsteller
- 1978: Klaus Huber, Komponist, Leiter der Kompositionsklasse der Musikhochschule Freiburg i.Br.
- 1980: Jean Tinguely, Plastiker
- 1982: Rainer Brambach und Hans Werthmüller, Lyriker
- 1984: Rudolf Kelterborn, Direktor der Musik-Akademie Basel, Komponist, Dirigent und Buchautor
- 1986: Irène Zurkinden, Malerin
- 1987: Theater «Spilkischte»
- 1988: August Kern, Filmpionier
- 1989: Heinz Holliger, Musiker, Dirigent und Komponist
- 1990: Rémy Zaugg, Kunsttheoretiker und Künstler
- 1991: Heinz Spoerli, Ballettdirektor
- 1992: Christian Vogt, Fotograf
- 1993: Jürg Wyttenbach, Komponist, Pianist und Dirigent
- 1995: Werner Düggelin, Theatermacher
- 1997: Armin Hofmann, Plakatkünstler und grafischer Gestalter
- 1999: Urs Engeler, Verleger und Werner X. Uehlinger, Musikvermittler
- 2000: Peter Herzog-Wyss und Ruth Herzog-Wyss, Sammler historischer Fotografien
- 2001: Fredy Heller, Leiter «Theater im Teufelhof»
- 2002: Klaus Littmann, Kulturvermittler
- 2003: Stadtkino Basel
- 2004: Peter Bläuer, Gründer und Leiter LISTE, the Young Art Fair
- 2005: Cathy Sharp, Tänzerin, Compagnieleiterin und Choreografin
- 2006: Diego und Gilli Stampa von der Galerie Stampa
- 2007: Urs Blindenbacher, Künstlerischer Leiter «Jazzfestival Basel»
- 2008: Uwe Heinrich, Leiter «junges theater basel», Theaterpädagoge und Dramaturg
- 2009: Sibylle Ott, Filmerin und Kulturvermittlerin, künstlerische Leiterin des Basler «wildwuchs»-Festivals für Behinderte und Nicht-Behinderte
- 2010: Susanne Würmli-Kollhopp, Chorleiterin an der Musik-Akademie der Stadt Basel und Kulturvermittlerin
- 2011: Matthyas Jenny, Inhaber "Das kleine Literaturhaus Basel", Autor, Verleger und Buchhändler
- 2012: Fritz Hauser, Musiker
- 2013: Alain Claude Sulzer, Schriftsteller
- 2014: Silvia Bächli, bildende Künstlerin
- 2015: Fabia Zindel, Designerin
- 2016: Ulrich Blumenbach, literarischer Übersetzer
- 2017: Carena Schlewitt, künstlerische Leiterin der Kaserne Basel
- 2018: Radio X
- 2019: Roger Diener, Architekt
- 2020: Niki Reiser, Musiker
- 2021: Irena Brežná, Schriftstellerin und Journalistin und René Pulfer, Videokünstler, Verleger, Kurator und Kunstlehrer
- 2022: Les Reines Prochaines & Friends

(Quelle:)